# مفتش المتجر (فلم 1916)
مفتش المتجر (بالإنجليزية: The Floorwalker)، يعرف أيضا بأسم (تشارلي رئيس فرع)، وهو فيلم كوميدي أمريكي صامت من عام 1916 بطولة تشارلي تشابلن وإدنا بيرفيانس، وهو أول فيلم لتشابلن يتم إنتاجه في شركة موتوال فيلم.

## القصة
يتآمر مدير المتجر والعامل على الأرض لسرقة خزنة المتجر.
يدخل تشارلي إلى المتجر ويضايق الموظفين بأسلوبه الغريب ، حيث يقوم في المقام الأول بالحلاقة على طاولة منتجات الحلاقة. لديه معركة مع مدير الأرضية. المخبر المتجر يراقبه عن كثب.
عندما ينتهي مدير المتجر والعامل على الأرض من وضع محتويات الخزنة في كيس ، يقوم عامل السير على الأرض بضرب المدير ويهرب بالمال. تمامًا كما هو على وشك المغادرة ، واجه تشارلي الذي يشبهه كثيرًا. يقنع تشارلي للعمل كبديل له. ومع ذلك ، تم القبض على العامل على الأرض ، لكن تشارلي ينتهي به الأمر وهو يحمل الحقيبة. يعتقد المدير أن تشارلي هو العامل الذي سرق المال وخنقه. تشارلي لا يفهم لماذا يهاجمه. تشارلي يروي القبعات بالزهور ثم يذهب إلى قسم الأحذية لمساعدة فتاة.
يجد المدير سكرتيرته مع الحقيبة ويأخذها. يحاول التهرب من وضعه في قسم الحقائب ويبيعه تشارلي إلى أحد العملاء. عند عودته إلى المكتب يحمل تشارلي من حلقه ثم يتشاجران.
ثم رأى تشارلي مع الحقيبة وبدأ في مطاردته حول المتجر. في مرحلة ما ، كان الرجلان يركضان على السلم المتحرك لأعلى دون الوصول إلى أي مكان.
تدخل الشرطة في المطاردة وينتهي الأمر بالمدير ورأسه عالق في المصعد - بينما يساعد تشارلي في إبقائه هناك.